# Nicola Albrecht
Nicola Albrecht (* 2. März 1975 in Frechen) ist eine deutsche Journalistin, Reporterin und Dokumentarfilmerin.

## Leben und Wirken
Nach dem Studium der Komparatistik, Anglistik und Kunstgeschichte in Paris und Bonn begann Albrecht 2001 für das ZDF in der Hauptredaktion Kultur und Wissenschaft zu arbeiten. 2005 wechselte sie als freie Reporterin in das ZDF-Landesstudio Nordrhein-Westfalen in Düsseldorf. 2006 schloss sie ihre Promotion im Fach Komparatistik an der Universität in Bonn ab. In den Jahren 2008 und 2009 arbeitete sie zudem als Reporterin für den WDR in Bonn. Von 2009 bis 2011 gehörte sie dem ZDF-Reporterpool an und berichtete aus Kriegs- und Krisengebieten weltweit. Von Oktober 2011 bis November 2014 war sie Korrespondentin im ZDF-Studio Peking. Von dort aus berichtete sie über die Volksrepublik China, Japan, Korea und die Philippinen. Vom Dezember 2014 bis Juli 2020 leitete sie das ZDF-Auslandsstudio in Tel Aviv. Sie berichtete von dort aus über Israel, das Westjordanland, den Gazastreifen, Jordanien und Zypern. Von August 2020 bis Ende 2024 leitete das ZDF-Landesstudio Brandenburg in Potsdam. Am 1. Januar 2025 wurde sie Leiterin der ZDF-Korrespondentenstelle in New York. Dabei berichtet sie über die UNO, die Wall Street, den Staat New York und Kanada.
Albrecht ist verheiratet und hat ein Kind.

## Auszeichnungen
- 2013 Finalistin Deutscher Medienpreis für Entwicklungspolitik
- 2015 erhielt sie den Ulrich-Wickert-Preis für Kinderrechte für ihre Reportage Philippinen: Pädophilen Tätern auf der Spur.
- 2016 Katholischer Medienpreis, Auszeichnung „journalistisch WERTvoll“ für auslandsjournal – die doku: Leben in der Falle – Die vielen Gesichter Gazas

## Fernsehdokumentationen
- Tödlicher Müll in China (ZDF, 2013)
- Generation Einzelkind – Chinas mörderische Einkindpolitik (Phoenix, 2013)
- Liebe trotz allem – 50 Jahre deutsch-israelische Beziehungen, mit Co-Autor Alon Caspi (ZDF, 2015)
- Leben in der Falle – die vielen Gesichter Gazas (ZDF, 2015)
- Hebron – Die zerrissene Stadt (ZDF, 2017)
- Gelobtes Land, ewiger Konflikt – Israel zwischen Hoffen und Bangen (Phönix, 2018)
- Jerusalem – ewiger Kampf um die Heilige Stadt. Mit Winfried Laasch (ZDF, 2018)
- Tel Aviv – Lebensfreude trotz allem. (ZDF, 2018)
- Zwischen Schalom und Salam. Roadtrip durchs Heilige Land  (ZDF, 2019)
- Leeres Jerusalem, Ostern zu Coronazeiten. (ZDF, 2020)
- ZDF Zoom: Das Virus und seine Opfer. Wie Corona das Sterben verändert. Mit Co-Autorin Susann von Lojewski (ZDF, 2021)

## Veröffentlichungen
- Verschollen im Meer der Medien. Kafkas Romanfragment 'Amerika'. Zur Rekonstruktion und Deutung eines Medienkomplexes. Universitätsverlag Winter, Heidelberg 2007, ISBN 3825353206